# Togo ai Giochi olimpici
Il Togo ha partecipato per la prima volta ai Giochi olimpici nel 1972, prendendo parte a quelli estivi di Monaco di Baviera e ha fatto il suo esordio in quelli invernali a Soči nel 2014.
Gli atleti togolesi hanno vinto in totale una medaglia ai Giochi olimpici, conquistata precisamente a Pechino 2008 da Benjamin Boukpeti nella canoa fluviale.
Il Comitato Olimpico Nazionale Togolese, creato nel 1963, venne riconosciuto dal CIO nel 1965.

## Medaglieri

### Medaglie alle Olimpiadi estive
| Giochi              | Oro              | Argento          | Bronzo           | Totale           |
| ------------------- | ---------------- | ---------------- | ---------------- | ---------------- |
| Monaco 1972         | 0                | 0                | 0                | 0                |
| Montreal 1976       | non partecipante | non partecipante | non partecipante | non partecipante |
| Mosca 1980          | non partecipante | non partecipante | non partecipante | non partecipante |
| Los Angeles 1984    | 0                | 0                | 0                | 0                |
| Seoul 1988          | 0                | 0                | 0                | 0                |
| Barcellona 1992     | 0                | 0                | 0                | 0                |
| Atlanta 1996        | 0                | 0                | 0                | 0                |
| Sydney 2000         | 0                | 0                | 0                | 0                |
| Atene 2004          | 0                | 0                | 0                | 0                |
| Pechino 2008        | 0                | 0                | 1                | 1                |
| Londra 2012         | 0                | 0                | 0                | 0                |
| Rio de Janeiro 2016 | 0                | 0                | 0                | 0                |
| Tokyo 2020          | 0                | 0                | 0                | 0                |
| Parigi 2024         | 0                | 0                | 0                | 0                |
| Totale              | 0                | 0                | 1                | 1                |

### Medaglie alle Olimpiadi invernali
| Giochi           | Oro              | Argento          | Bronzo           | Totale           |
| ---------------- | ---------------- | ---------------- | ---------------- | ---------------- |
| Sochi 2014       | 0                | 0                | 0                | 0                |
| PyeongChang 2018 | 0                | 0                | 0                | 0                |
| Pechino 2022     | non partecipante | non partecipante | non partecipante | non partecipante |
| Totale           | 0                | 0                | 0                | 0                |

## Medagliati
| Medaglia | Atleta            | Edizione     | Sport       | Evento             |
| -------- | ----------------- | ------------ | ----------- | ------------------ |
| Bronzo   | Benjamin Boukpeti | Pechino 2008 | Canoa/kayak | Slalom K1 maschile |